# Ares del Maestrat
Ares del Maestrat (spanisch Ares del Maestre) ist eine Gemeinde (municipio) in Ostspanien, nahe der Costa del Azahar. Ares del Maestrat hat 177 Einwohner (Stand: 2024). Zur Gemeinde gehören neben dem Hauptort Ares die Ortschaften La Montalbana, Masia Roca d’Avall, Santa Elena und Torre Beltrans.
Ares del Maestrat ist Teil des Conjunto histórico-artístico Spaniens.

## Lage
Ares del Maestrat liegt etwa 41 Kilometer nordnordwestlich von Castellón de la Plana und etwa 70 Kilometer nördlich von Valencia in einer Höhe von ca. 1195 m.

## Spanischer Bürgerkrieg
Eine Staffel mit Junkers Ju 87 wollte erproben, ob die Sturzkampfbomber auch 500 Kilo-Bomben, dem Doppelten des normalen Gewichts, tragen und abwerfen könnten. Dazu konnten die Maschinen nicht vollständig betankt werden. Ares del Maestre wurde als eines von vier kleinen und ungeschützten Dörfern in der Nähe der Luftwaffenbasis ohne einen Zusammenhang mit dem Frontgeschehen als Übungsziele ausgewählt. Zahlreiche Menschen starben durch einen ohne Vorwarnung ausgeführten Bombenabwurf. Weitere Übungsziele waren Benassal, Albocàsser und Vilar de Canes.

## Bevölkerungsentwicklung
| Jahr      | 1900 | 1950 | 1970 | 1981 | 1991 | 2001 | 2011 | 2021 |
| Einwohner | 2031 | 1371 | 733  | 466  | 340  | 235  | 212  | 175  |

## Sehenswürdigkeiten
- Burganlage der Tempelritter
- Torre Beltrans
- Kirche Mariä Himmelfahrt (Iglesia de Asunción de la Virgen)
- Helenenkapelle
- Barbarakapelle
- Rathaus

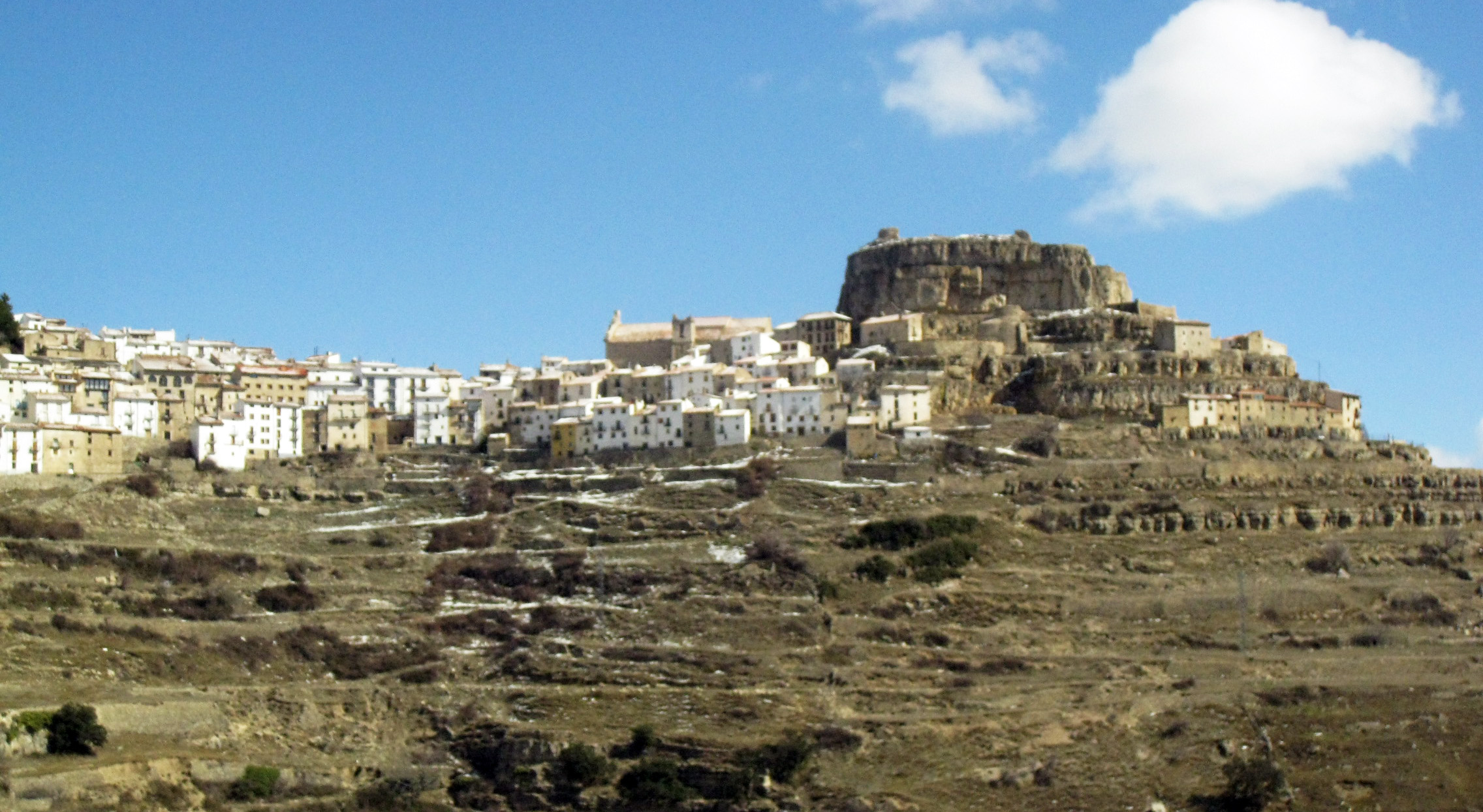
Reste der Burganlage
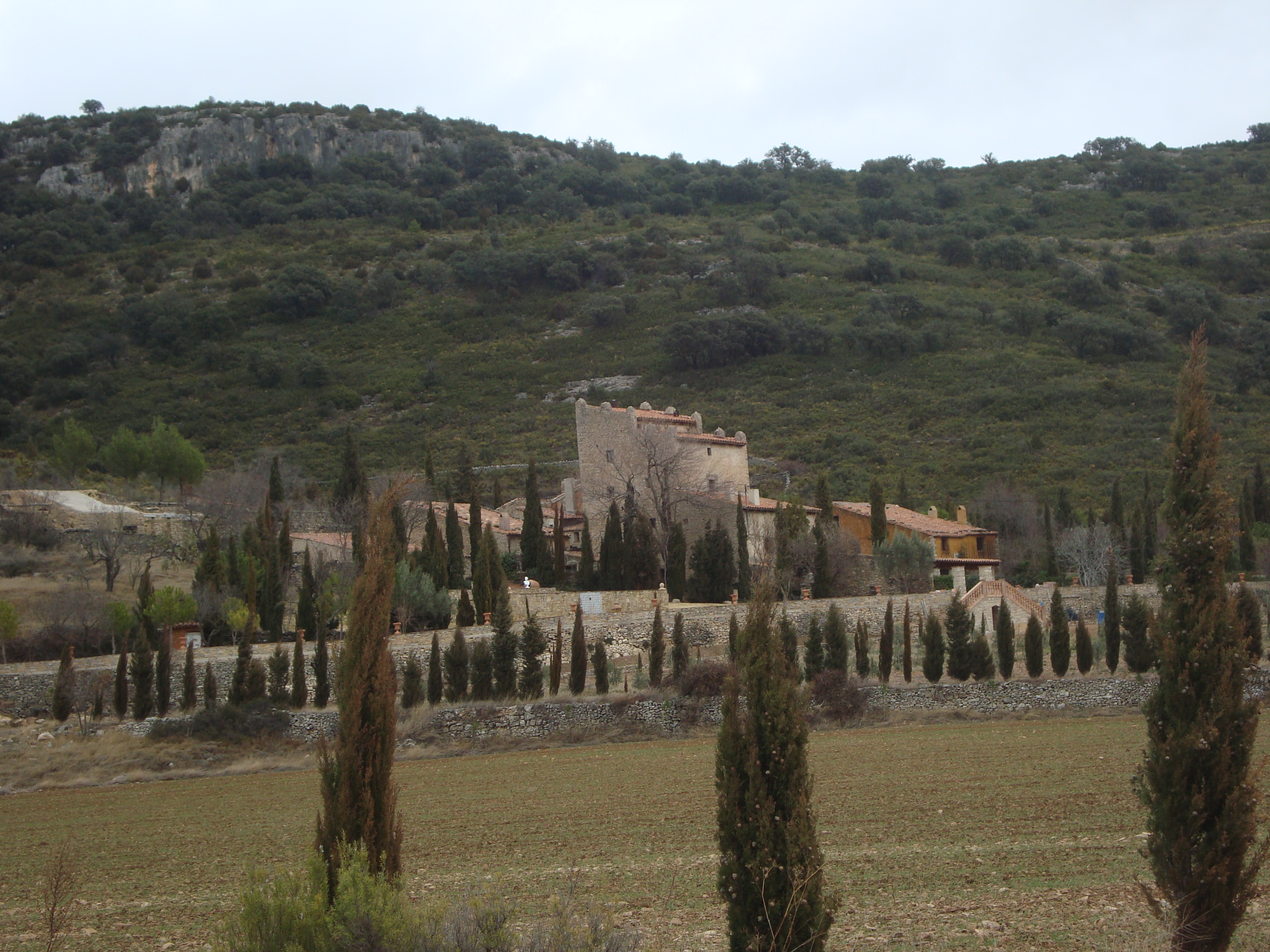
Torre Beltrans
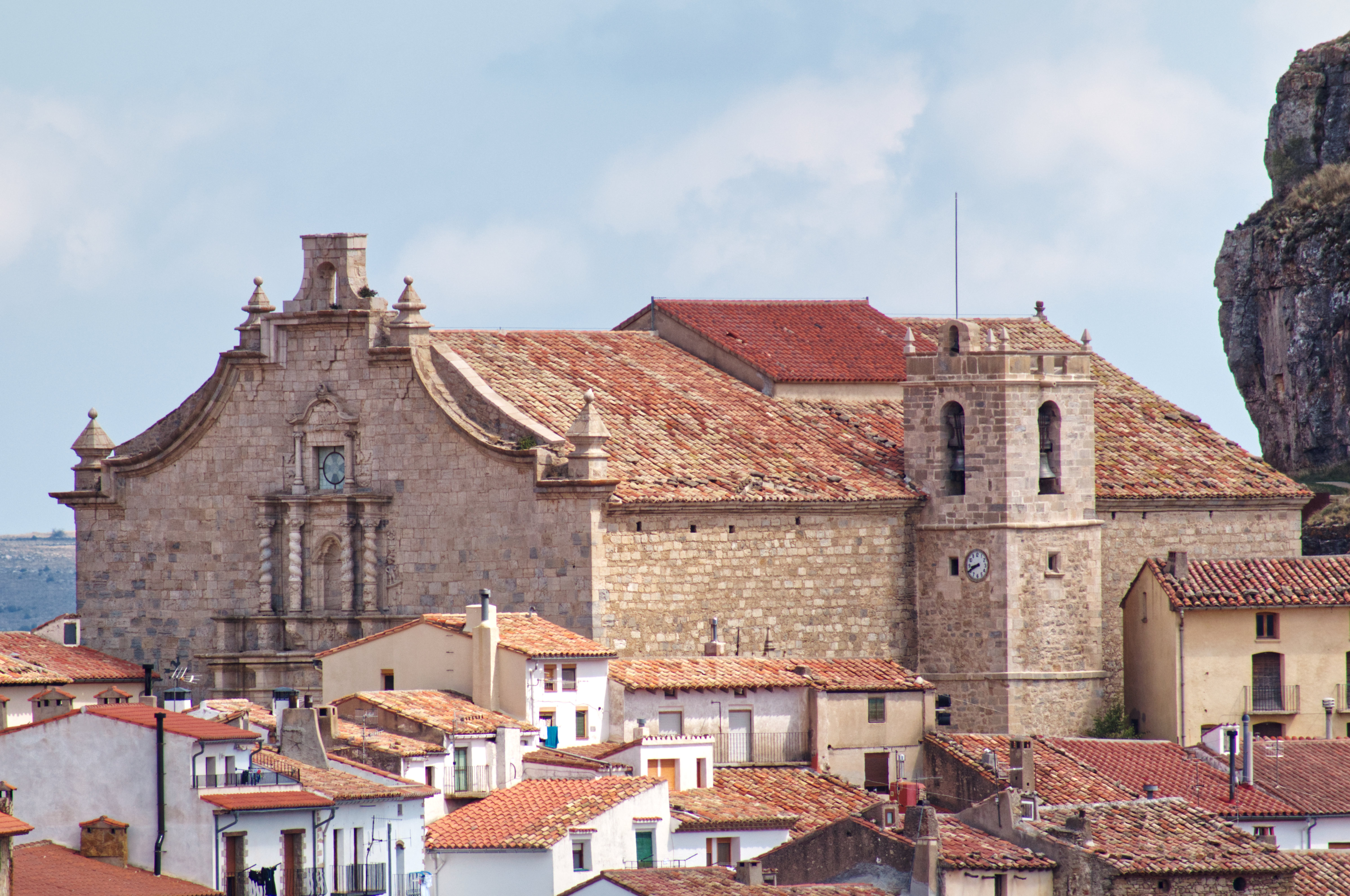
Kirche Mariä Himmelfahrt
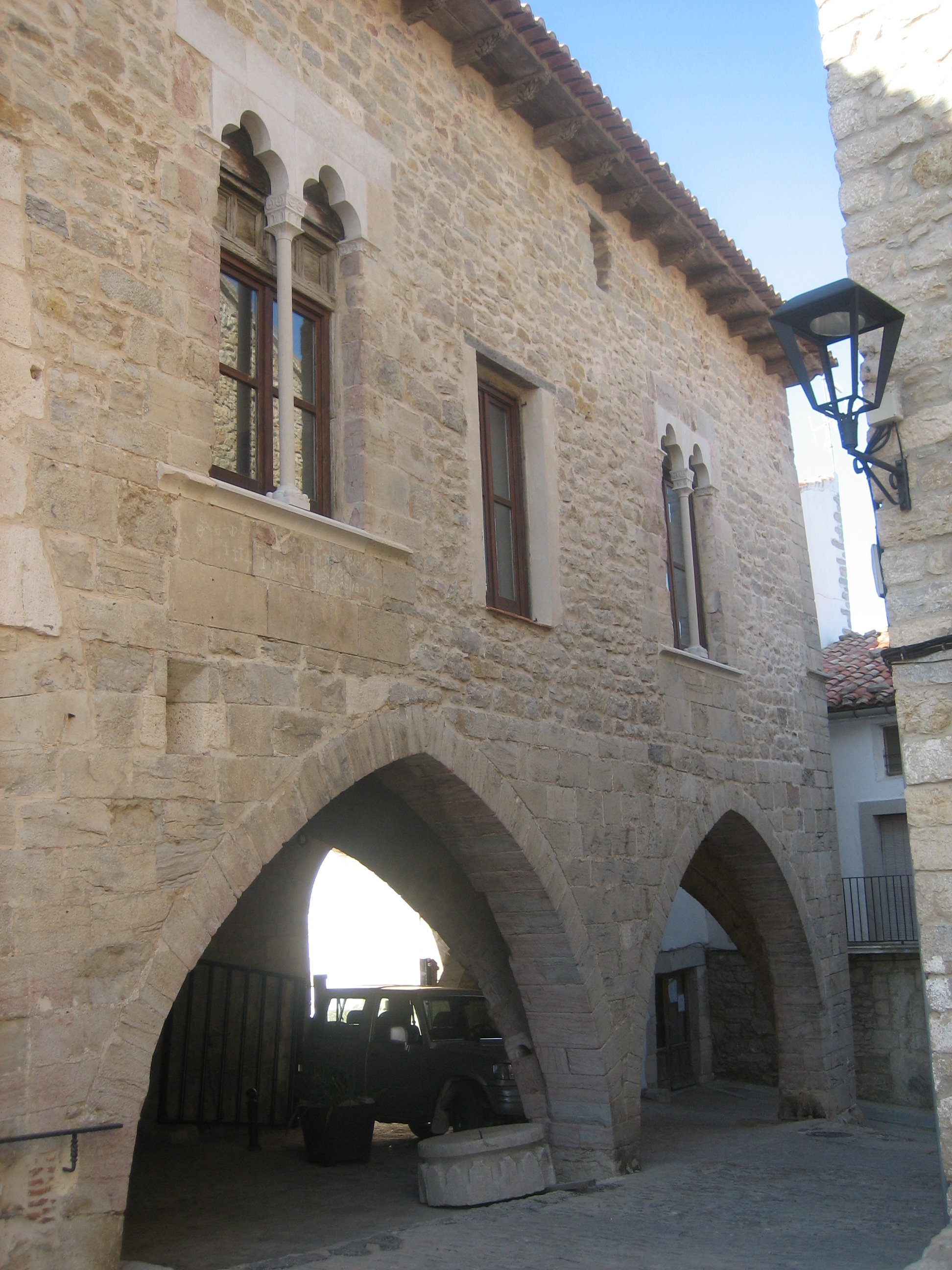
Rathaus